# USB Killer
USB Killer（ユーエスビー キラー）とは、接続されているハードウェアデバイスの物理コンポーネントを破壊するUSBデバイスの名称。

## 概要
USBポートに挿すと、チャージポンプ回路または昇圧DC/DCコンバータが動作し信号線に高圧の電気を送り込む破壊用コンデンサへ-110 Vの電圧を送り込み充電する。破壊用コンデンサの電圧が-110 Vに到達すると昇圧回路は停止し、同時にトランジスタが導通してコンデンサに充電された-110 VをUSBの信号線に送り込むことによってUSBインターフェイスチップを破壊する。コンデンサが放電されて両端の電圧が電圧が-7 Vまで落ちるとトランジスタは開放され、再び昇圧回路が駆動されコンデンサが充電され、充電されるとその電圧をUSB信号線に印加するサイクルを延々と繰り返すことで最終的に機器を永久的に破壊する。これにより一部の回路が焼ききれたり、炭化したりする。
USB Killerはまた、インターネットなどで簡単に入手でき、アメリカではPCなどを66台破壊した事件があった。
電磁両立性のテストのためエネルギーを調整されたUSB Killerはシステム管理者がUSBパワーサージに対してデバイスをテストするためにも使われる。通常の使用で想定されるシナリオにおいて、USB信号線に高電圧の静電気が乗ったとしても機器の動作に影響が出ないことが求められており、少なくとも各種安全規格で定められた静電気放電エネルギーに対して機器が正常に動作することが求められる。
改良されたUSB Killerでは1秒間に12回のペースで200 Vの電気をUSBの信号線に印加する仕組みになった。
USB Killerにより、その名のとおりほとんどの機器は一瞬で壊れるが、電源制御回路が破壊されUSB電源端子からの給電ができなくなったり、動作に伴うサージ電圧によるノイズにより画面がおかしくなることも起きる。